# Achmatger Gardapchadze
Achmatger Buchułowicz Gardapchadze (gruz. ახმათგერ ბუხულის ძე გარდაფხაძე, ros. Ахматгер Бухулович Гардапхадзе, ur. 15 maja 1943 we wsi Leuszeri w rejonie Lentechi) – pilot instruktor załogi samolotu Tu-134 tbiliskiego przedsiębiorstwa lotniczego, Bohater Związku Radzieckiego (1984).

## Życiorys
Urodził się w gruzińskiej rodzinie chłopskiej. Miał wykształcenie średnie. W 1976 został członkiem KPZR. Jako pilot instruktor załogi samolotu Tu-134 lotnictwa cywilnego tbiliskiego przedsiębiorstwa lotniczego 18 listopada 1983 w charakterze dowódcy załogi wykonał lot na trasie Tbilisi-Batumi-Kijów-Leningrad z 57 pasażerami i 7 członkami załogi na pokładzie. Podczas lotu samolot został uprowadzony przez 9 uzbrojonych ludzi, którzy zabili trzech członków załogi i zażądali zmiany kursu i lądowania na Cyprze. Wówczas Gardapchadze zachowując zimną krew strzelił z broni osobistej do terrorystów. 19 listopada w Tbilisi miała miejsce zbrojna operacja mająca na celu uwolnienie zakładników. Jeden terrorysta został zastrzelony, drugi sam się zastrzelił. Po 6 godzinach i 55 minutach operacji grupa przestępców została zatrzymana, a pasażerowie uwolnieni. Za męstwo i heroizm okazane podczas uprowadzenia samolotu Gardapchadze otrzymał tytuł Bohatera Związku Radzieckiego i Order Lenina decyzją Prezydium Rady Najwyższej ZSRR z 6 lutego 1984.